# Script kiddie
Script kiddie ou lamer est un terme péjoratif d'origine anglaise désignant les néophytes qui, dépourvus des principales compétences en sécurité informatique, essaient d'infiltrer des systèmes en se servant de programmes efficaces – souvent des scripts –, simples d'utilisation, mais qu'ils ne comprennent pas.
L'expression peut se traduire par « gamin à script », mais les informaticiens francophones utilisent la forme anglaise.

## Exemples
Les script kiddies peuvent être à l’origine d’actes relevant de la cybercriminalité, qui ne leur sont pas propres :
- attaques par déni de service ;
- forçages de mot de passe par force brute.

Un programme fameux dans ce domaine est LOIC. Il ne s’agit pas d’un script, bien qu’il ait souvent été appelé ainsi, car ce programme est écrit en C# sur .NET.

## Sécurité
Malgré leur niveau de qualification faible voire nul, les script kiddies sont parfois une menace réelle pour la sécurité des systèmes. Outre le fait qu'ils peuvent par incompétence altérer quelque chose sans le vouloir ou le savoir, d'une part les script kiddies sont très nombreux, et d'autre part ils sont souvent obstinés au point de passer parfois plusieurs jours à tenter de nombreuses attaques différentes, avec le risque d'y parvenir. Cependant, de par leur manque de connaissances, les script kiddies ne prennent que très peu de précautions : ils ne cachent pas leur identité (adresse IP, cookies...), et exécutent de nombreux programmes qu'ils ne comprennent pas. Par conséquent, lorsqu'ils conduisent une attaque, ces néophytes sont eux-mêmes faciles à identifier, voire à pirater.

## Sociologie
Les script kiddies sont généralement rejetés, ou du moins infantilisés, par la plupart des communautés de hackers. Ce sont bien des informaticiens ou hackers confirmés qui mettent au point et publient les programmes utilisés par les script kiddies, mais ces programmes sont souvent utilisés par des hackers confirmés ou des pentesters qui, eux, savent ce qu'ils font, et souvent associent leurs actes à une forme d'éthique, voire parfois à une idéologie politique. À l'inverse, l'archétype du script kiddie est un adolescent inconscient de ses actes qui pirate autrui pour s'amuser.